# Filippo Scòzzari
Filippo Scòzzari (né le 30 août 1946 à Bologne) est un auteur de bande dessinée italien.

## Biographie
Dès les années 1970, il participe aussi bien à la scène alternative, collaborant à Linus et co-créant Cannibale (it) (1977-1979), qu'à des publications grand public comme Il Mago (it) des  éditions Mondadori — il signe alors du nom de Winslow Leech.
En 1980, avec le groupe de Cannibale, il fonde la revue mensuelle Frigidaire (it), qu'il co-dirige et où il propose de nombreux récits et illustrations. Frigidaire devient rapidement une référence européenne pour la bande dessinée d'auteur. Durant les années 1980, Scòzzari, dirige par ailleurs Il Lunedì della Repubblica et diversifie ses activités vers l'illustration publicitaire, les couvertures, les affiches, etc.
Dans les années 1990, il continue à alterner bande dessinée (notamment dans le mensuel érotique d'auteur Blue (it)), illustration et écriture : il publie en 1993 la pièce de théâtre Cuore di Edmondo, puis en 1996 l'ouvrage autobiographique Prima pagare poi ricordare. Depuis les années 2000, il se consacre surtout à l'écriture et l'édition.

## Publications françaises
- Le Dahlia bleu  (d'après le scénario de Raymond Chandler), Paris, Les Humanoïdes associés, coll. « Sang pour sang », juin 1983, 86 p. (ISBN 2-7316-0210-4).
- Un amant pour Lucrezia, Paris, Albin Michel, coll. « L'Écho des savanes », avril 1985, 44 p. (ISBN 2-226-02224-4).
- Là-haut, non !, traduit de l'italien Lassù no par Laurent Lombard, Presque Lune, 2022 - Sélectionné pour le prix du patrimoine au Festival d'Angoulême 2023

## Récompense
- 2009 : Prix Micheluzzi de la meilleure histoire courte pour « Scòz chiede a Paz », dans la Repubblica XL (it) no 36